# STS-75
STS-75 e седемдесет и петата мисия на НАСА по програмата Спейс шатъл и деветнадесети полет на совалката Колумбия.

## Екипаж
| Пост                                               | Астронавт                                    |
| -------------------------------------------------- | -------------------------------------------- |
| Командир                                           | Ендрю Алън трети космически полет            |
| Пилот                                              | Скот Хоровиц първи космически полет          |
| Специалист на мисията 1                            | Джефри Хофман пети космически полет          |
| Специалист на мисията 2                            | Маурицио Кели (ЕКА) първи космически полет   |
| Специалист на мисията 3                            | Клод Николие (ЕКА) трети космически полет    |
| Специалист на мисията 4 Командир на полезния товар | Франклин Чанг-Диас пети космически полет     |
| Специалист по полезния товар                       | Умберто Гуидони (ЕКА) първи космически полет |

- Броят на полетите е преди и включително тази мисия.

## Полетът
Това е седмият полет с т. нар. система за удължаване на полета ( Extended Duration Orbiter (EDO)). Последната позволява удължаване на автономния полет на совалките до 18 денонощия.
Основните задачи на мисията са изпълнение на експерименти по програмите TSS-1R (от на английски: Tether Satellite System) и "на английски: United States Microgravity Payload(USMP-3)".
Първият неуспешен опит за извеждане в орбита на „привързан“ спътник TSS е предприет по време на мисия STS-46 през 1992 г. Този път спътника успява да се отдалечи на повече от 20 km (след това въжето се скъсва и той остава в орбита около Земята).
Също така се провеждат експерименти по Материалознание и Физика на кондензираната материя по програмата USMP-3:
- AADSF (Advanced Automated Directional Solidification Furnace),
- MEPHISTO (Material pour l'Etude des Phenomenes Interessant la Solidification sur Terre et en Orbite),
- SAMS (Space Acceleration Measurement System),
- OARE (Orbital Acceleration Research Experiment),
- ZENO (Critical Fluid Light Scattering Experiment), a
- IDGE (Isothermal Dendritic Growth Experiment).

## Параметри на мисията
- Маса:
  - Маса на полезния товар: 10 592 кг
- Перигей: 277 км
- Апогей: 320 км
- Инклинация: 28,45°
- Орбитален период: 90.5 мин